# Бракли Таун
«Бра́кли Таун» (англ. Brackley Town Football Club) — английский футбольный клуб из города Бракли, графство Нортгемптоншир, Восточный Мидленд. Основан в 1890 году.
В сезоне 2024/25 выступает в Северной Национальной лиге, шестом по значимости дивизионе в системе футбольных лиг Англии.

## История
«Бракли Таун» был основан в 1890 году и до Второй мировой войны базировался в Оксфордшире.
В 1974 году клуб переехал в Северную Бак лигу, а также на его нынешний стадион «Сент-Джеймс Парк». Небольшой стадион и раздевалки были построены, и в 1977 году клуб начал играть в Хелленик-лиге. Команда оставались в ней до 1983 года, после чего вылетела в Лигу Соединенных округов, где выиграла титул чемпиона с первой попытки.
В 1994 году клуб вернулся в Хелленик лигу. После первого сезона, Фил Лайнс взял на себя должность менеджера и привел их к победе в турнире в 1997. Однако, в Южной лиге они пробыли два сезона, в течение которых у клуба начались финансовые проблемы. «Бракли Таун» не избежал ликвидации в феврале 1999 года с долгами £ 100,000. Позже клуб был всё-таки спасен от банкротства, но был отправлен обратно в Хелленик лигу. В следующем сезоне"Бракли Таун" закончил сезон в десятке лучших команд Хелленик лиги. Позже клуб был переведён обратно в Южную лигу после победы в ней в 2004 году. Фил Лайнс вернулся в качестве менеджера в феврале 2006 года. После чего команда заняла третье место, но выиграть плей-офф не смогла.
В сезоне 2006-07 «Бракли» закончил чемпионат в верхней части Южной лиги. В сезоне 2007-08, они соревновались в Южной премьер-лиге. Менеджер Фил Лайнс стал директором клуба, а Роджер Эшби новым менеджером. Эшби был вскоре уволен, и на пост тренера клуб пригласил бывшего игрока Дэвида Олдфилда. Олдфилд также быстро ушёл и присоединился к Питерборо, после чего Фил Лайнс вернулся в качестве менеджера. В сезоне 2006-07, «Бракли Таун» дошёл до четвёртого отборочного раунда Кубка Англии. Два года спустя «Бракли Таун» превзошёл это, победив Хэмптон энд Ричмонд Боро в четвёртом квалификационном раунде.
Фил Лайнс подал в отставку в апреле 2009 года, после плохих результатов. Полузащитник Джон Брейди временно получил работу тренера. В конце концов, Брейди был назначен постоянным менеджером в сезоне 2009-10. Клуб занял 5-е место, но проиграл в плей-офф «Ньютон Тауну». В сезоне 2011/12 «Бракли Таун» достиг Северной конференции после победы в Южной лиге. Клуб впервые в своей истории взял Кубок Монзеля, выиграв у «Нортгемптон Таун» 1-0. Команда сохранила Кубок в июле 2012 года, победив «Питерборо Юнайтед» 3-0 на «Сент-Джеймс Парк».